# 검은이구아나
검은이구아나(Black iguana)는 검은가시꼬리이구아나(Black spiny-tailed iguana)라고도 알려진 멕시코와 중앙아메리카에 서식하는 이구아나과이다. 카리브해와 태평양의 일부 콜롬비아 섬에서 보고되었으며 플로리다주에서 미국에 소개되었다. 검은이구아나속에서 가장 큰 종은 초원과 숲과 같은 지역에서 흔히 발견된다.

## 묘사

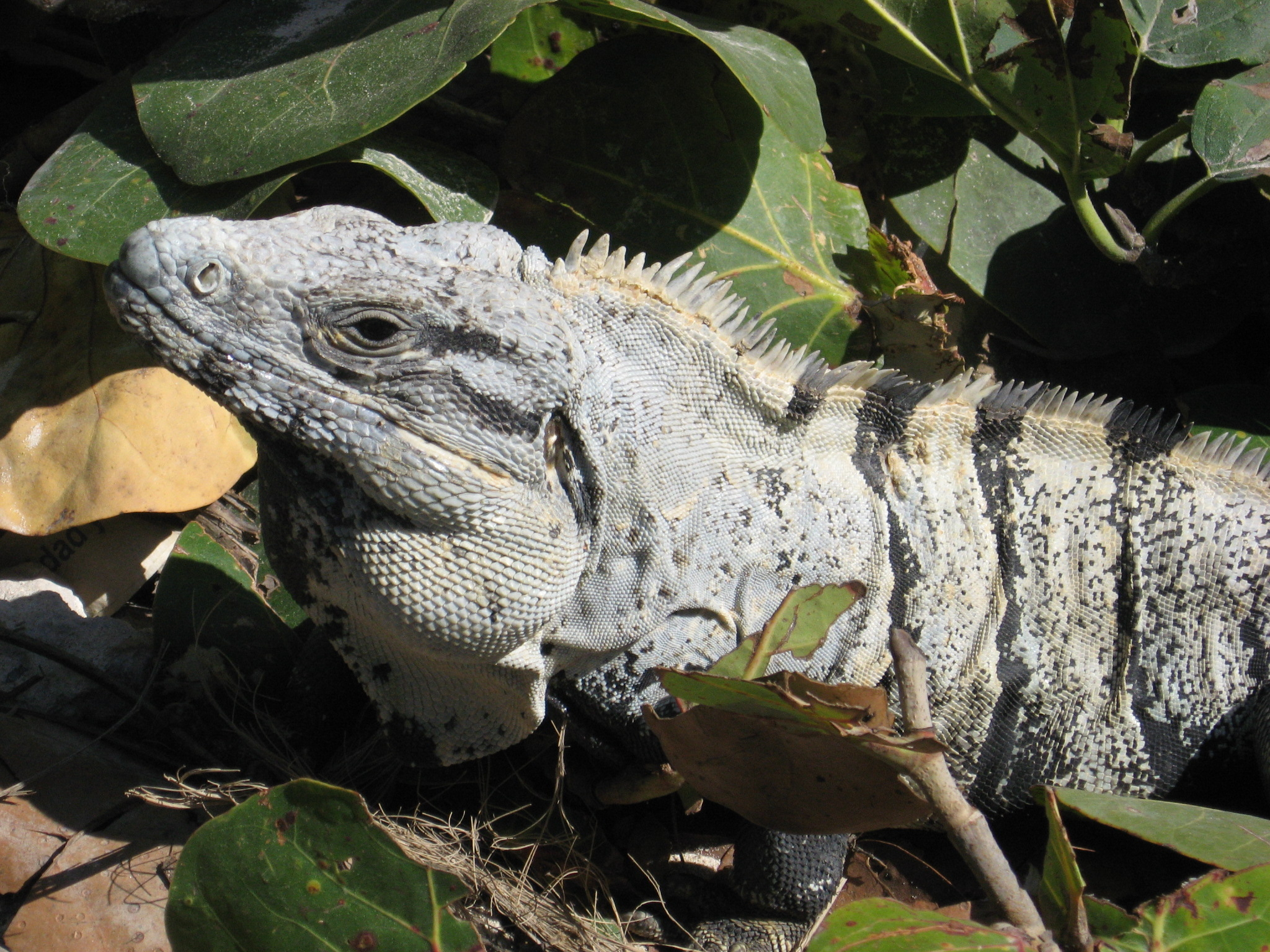
수컷 검은이구아나

검은이구아나는 꼬리에 독특한 검은색 용골 비늘이 있어 일반적인 이름을 가지고 있다. 검은이구아나는 검은이구아나속에서 가장 큰 종이다. 수컷은 길이가 1.3m까지 자랄 수 있고 암컷은 0.8~1m로 약간 짧다. 등 중앙으로 뻗어 있는 긴 가시의 볏을 가지고 있다. 같은 개체군의 개체마다 색이 극도로 다르지만, 성체는 보통 흰색 회색 또는 황갈색 바탕색을 띠며 4~12개의 잘 정의된 어두운 등쪽 띠가 배쪽 비늘까지 뻗어 있다. 수컷은 번식기에 머리와 목 주위에 주황색을 띠며 턱에 파란색과 복숭아색의 하이라이트가 있다.

## 먹이 및 행동
검은이구아나는 훌륭한 등반가로, 숨을 틈새가 많고, 바위가 많으며, 나무가 올라갈 수 있는 인근의 바위 서식지를 선호한다. 이들은 포식자를 피하기 위해 속도를 사용하여 일주하고 빠르게 움직이지만, 궁지에 몰리면 꼬리로 채찍질하고 물어뜯는다. 《기네스 세계 기록》은 이 이구아나를 최대 시속 34.6m의 질주 속도로 세계에서 가장 빠른 도마뱀으로 기록하고 있다.
주로 초식성으로 꽃, 잎, 줄기, 과일을 먹지만 기회주의적으로 작은 동물(설치류, 박쥐, 개구리, 작은 새, 작은 이구아나), 알, 절지동물을 먹는다. 어린 개체는 식충성인 경향이 있으며, 나이가 들면서 초식성이 강해진다. 이들은 과일을 먹고 대부분의 다른 동물에게 독성이 강한 나무인 만치넬의 팔다리에서 사는 것으로 알려져 있다. 풍요로움이 짧은 풀뿐만 아니라 키가 큰 식생의 3차원 구조에 크게 의존한다는 사실을 발견했다.

## 서식지
검은이구아나는 멕시코 남부와 중앙아메리카에 서식하며 남쪽으로 테우안테펙 지협부터 파나마에 이르기까지 해발 1,320m 높이에 걸쳐 있지만 내부 고지대에서는 서식하지 않다. 대서양 연안에서 불규칙하고 불연속적으로 분포하며 멕시코 타바스코주 일부, 치아파스주 북부, 캄페체주, 유카탄주, 킨타나로오주, 벨리즈, 과테말라, 온두라스 북부 해안(강을 따라 내부 계곡과 협곡으로 들어가는 경우가 많지만)에 걸쳐 있지만, 니카라과 동부, 코스타리카, 파나마에서 남쪽으로 고립되고 분리된 기록은 소수에 불과하다. 태평양 연안에서는 극남동 오아하카와 멕시코 치아파스주 남부, 남쪽에서 과테말라, 엘살바도르, 온두라스, 니카라과, 코스타리카, 파나마의 아주로 반도에 이르기까지 분포가 연속적이다.

## 번식
짝짓기는 일반적으로 건기 초기에 이루어진다. 수컷은 암컷에게 구애하고 암컷에게 낮은 진폭의 머리를 흔들며 관심을 보인다. 암컷은 수용적일 때 큰 수컷과의 짝짓기를 허용한다. 암컷은 강제 교배 시도를 격렬하게 거부할 수 있다. 8~10주 이내에 암컷은 공동 둥지로 이동한다. 그곳에서 암컷과 다른 암컷은 둥지 입구를 반복적으로 방문하여 결국 최대 30개의 알을 낳다. 알은 90일 만에 부화하여 부화하고 부화기는 모래 밖으로 파고 들어간다. 이 어린 개체들은 일반적으로 갈색 반점이 있는 녹색을 띠지만, 모든 갈색 부화기도 기록되었다. 어린 개체들은 약 2~3세에 번식 성숙해진다.

## 상업적 사용
중앙아메리카의 일부 지역에서는 구어체로 "나무의 닭"이라고 불리는 검은이구아나가 녹색이구아나와 함께 식량 공급원으로 재배되고 애완동물 거래를 위해 수출되었다(이구아나 고기 참조). 사냥이 심하지만 원산지에서는 멸종위기에 처한 것으로 보이지 않는다.